# Дворана Крешимир Ћосић
Дворана Крешимира Ћосића је вишенаменска спортска дворана у Задру с капацитетом од 7.847 места. Име је добила по великану хрватске и светске кошарке Крешимиру Ћосићу. Дворану користи КК Задар. 
Изградња је завршена у мају 2008. године, а први спортски наступ у њој је имала хрватска рукометна репрезентација као домаћин на квалификационом турниру за одлазак на Олимпијске игре у Пекингу 2008. Дворана ће бити коришћена на Светском првенству у рукомету 2009. године јер је Задар одређен као један од градова домаћина. 
Дворана је свечано проглашена Двораном Крешимира Ћосића пре почетка утакмице НЛБ лиге првог кола између Задра и Сплита 3. октобра 2008. године. Два дана пре задарски градски већници једногласном су одлуком одлучили да се новој кошаркашкој дворани на Вишњику да име по Крешимиру Ћосићу. Пријашњи назив за дворану је било Спортски Центар Вишњик.